# 賈夫納公共圖書館
賈夫納公共圖書館位於斯里蘭卡賈夫納。它是賈夫納最著名的地標之一，由賈夫納市政委員會管理。該圖書館建於1933年，在1980年代初期，它是亞洲最大的圖書館之一，擁有超過97,000本藏書和手稿。1981年的縱火案中，焚毀了超過一百萬本書。一些僧伽羅語和坦米爾語古籍從未成功復原。
2001年，圖書館的修復工作完成。